# Kulturweit
kulturweit ist ein deutscher kulturpolitischer Freiwilligendienst. Er ist Teil der Deutschen UNESCO-Kommission. Die Freiwilligen arbeiten in einer Institution der staatlichen deutschen auswärtigen Kultur- und Bildungspolitik, wie z. B. einem Goethe-Institut oder einer deutschen Schule, mit. Leiterin ist Anna Veigel.

## Geschichte
Der Freiwilligendienst wurde 2009 gegründet.

## Zielgruppe
kulturweit entsendet 400 junge Menschen zwischen 18 und 26 Jahren, deren Lebensmittelpunkt in Deutschland liegt, für sechs oder zwölf Monate in Ländern in Afrika, Asien, Lateinamerika, Nahen Osten, Mittel-, Südost- und Osteuropas.

## Einsatzfelder
Freiwillige engagieren sich hauptsächlich in Einrichtungen der auswärtigen Kultur- und Bildungspolitik. Partner des Freiwilligendienstes sind der Deutsche Akademische Austauschdienst, das Deutsche Archäologische Institut, das Goethe-Institut, die Deutsche Welle Akademie sowie der Pädagogische Austauschdienst in Kooperation mit der Zentralstelle für das Auslandsschulwesen. Zudem gehören zahlreiche UNESCO-Nationalkommissionen weltweit zu den Partnern des Dienstes.
Typische Aufgaben der kulturweit-Freiwilligen sind die pädagogische Mitarbeit in deutschen Auslandsschulen, insbesondere die Durchführung von Unterrichtsassistenzen, Betreuungstätigkeiten bei den Nachmittagsangeboten der Schulen und die Organisation und Durchführung von Projektwochen. Beim Deutschen Akademischen Austauschdienst, dem Goethe-Institut sowie den UNESCO-Nationalkommissionen werden die Freiwilligen oftmals in den Bereichen Öffentlichkeitsarbeit, Projekt- und Kulturmanagement und Sprachvermittlung eingesetzt. In den Länderabteilungen des Deutschen Archäologischen Instituts können die Freiwilligen bei der Aufbereitung und Präsentation archäologischer Facharchive und in der Öffentlichkeitsarbeit aktiv werden.

## Organisatorischer Rahmen
Personen, die einen kulturweit-Freiwilligendienst ableisten, erhalten monatlich 200 Euro für Unterkunft und Verpflegung und 150 Euro Taschengeld. Außerdem werden die Reisekosten bezuschusst. Selbst tragen müssen die Freiwilligen die Anreisekosten zu den Vor- und Nachbereitungsseminaren in Deutschland und alle weiteren Kosten im Gastland, die die genannte Unterstützung übersteigen. Die Deutsche UNESCO-Kommission als Trägerorganisation schließt für alle Freiwilligen eine Auslandskranken-, Haftpflicht- und Unfallversicherung ab. Außerdem werden die Sozialversicherungsbeiträge übernommen. Der Freiwilligendienst mit kulturweit gilt als Freiwilliges Soziales Jahr (FSJ) im Sinne des Jugendfreiwilligendienstegesetzes.

## Auszeichnungen
2014 wurde kulturweit als eine von 22 zertifizierten Entsendeorganisationen von Quifd – der Agentur für Qualität in Freiwilligendiensten zum dritten Mal mit dem Quifd-Qualitätssiegel ausgezeichnet.

## Kritik
kulturweit ist der am stärksten staatlich finanzierte und durch eine regierungskonforme Umsetzung gekennzeichnete Freiwilligendienst.
Ehemalige Teilnehmende, Teamende und in der Entwicklungspolitik Tätige kritisieren, dass kulturweit Teil der auswärtige Bildungs- und Kulturpolitik ist und zur Wahrung deutscher wirtschaftlicher und machtpolitischer Interessen weltweit dient.  Das Programm arbeitet fast ausschließlich mit staatlichen deutschen Partnerorganisationen zusammen.
Sinn und Wirkung des Dienstes von kulturweit und anderen Freiwilligendiensten in den besuchte Projekten werden von professionellen Mitarbeitern im entwicklungspolitischen Bereich immer wieder in Frage gestellt. Nach Auffassung der Diplomaten des auftraggebenden Auswärtigen Amtes, bringen Freiwilligendienste „eine Menge Spaß“ und helfen „die fremde wie auch die eigene Kultur kritisch zu hinterfragen“.

## Ähnliche Dienste
- Freiwilliges Soziales Jahr Kultur
- Bundesfreiwilligendienst, insbesondere BFD Kultur und Bildung
- Freiwilliges Soziales Jahr Politik
- Freiwilliges Soziales Jahr